# Synedoida violescens
Synedoida violescens är en fjärilsart som beskrevs av George Francis Hampson 1926. Synedoida violescens ingår i släktet Synedoida och familjen nattflyn. Inga underarter finns listade i Catalogue of Life.